# Recht van reclame (privaatrecht)
Het recht van reclame is een bijzonder terugvorderingsrecht in het Nederlands privaatrecht, geregeld in afdeling 8 van Titel 1 van Boek 7 van het Burgerlijk Wetboek (artikel 39 t/m 44). Bij uitoefening van het recht van reclame ontbindt de verkoper de koopovereenkomst en kan hij tevens de overgedragen zaak als eigenaar revindiceren.
Het recht van reclame kan worden uitgeoefend bij verkoop en ruil van roerende zaken, niet-registergoederen. Vereist is dat de koopprijs nog niet volledig betaald is en de verkoper daarom het ontbindingsrecht als bedoeld in art. 6:265 BW toekomt. De verkoper kan dus kiezen tussen het ontbindingsrecht en het recht van reclame. Van uitoefening van het reclamerecht kan geen sprake zijn als voor het betalen van de koopprijs een termijn is gesteld en die termijn nog niet ten einde is.
Inroeping van het recht van reclame moet geschieden door middel van een schriftelijke verklaring (art. 7:39 lid 1 BW), zowel binnen zes weken nadat de vordering opeisbaar is geworden, als binnen zestig dagen te rekenen vanaf de dag waarop de zaak onder de koper of onder iemand van zijnentwege is opgeslagen (art. 7:44 BW). Verder is vereist dat de zaak zich nog in dezelfde staat bevindt als waarin het werd afgeleverd (art. 7:41 BW).
Het cruciale verschil met het ontbindingsrecht zit hem in de gevolgen voor de rechtspositie na succesvolle inroeping. Art. 7:39 lid 1, tweede volzin BW stelt dat succesvolle inroeping van het recht van reclame ontbinding van de overeenkomst met zich meebrengt. In zoverre is het gelijk met het ontbindingsrecht. Het reclamerecht gaat echter verder, omdat de eigendom terugkeert bij de verkoper. Bij ontbinding ontstaan van rechtswege twee nieuwe verbintenissen tot ongedaanmaking van de overeenkomst; bij het recht van reclame is dit dus niet het geval: de eigendom valt terug naar de verkoper. Dit betekent automatisch dat het eigendomsrecht van de koper meteen vervalt, en ook dat van zijn eventuele rechtsopvolgers. Met name is dit verschil belangrijk in het geval van failleren van de koper. Ontbindt de verkoper de overeenkomst bij failleren, dan moet hij als schuldeiser aansluiten in de rij om zijn zaak terug te kunnen krijgen. Maakt hij echter gebruik van het recht van reclame, dan valt de eigendom van rechtswege terug en kan hij de zaak als eigenaar revindiceren (terugvorderen).